# Saerbeck
Saerbeck là một đô thị ở huyện Steinfurt, bang North Rhine-Westphalia, Đức. Đô thị Saerbeck có diện tích 58,98 km². Đô thị này có cự ly khoảng 30 km về phía tây Osnabrück và 25 km phía bắc của Münster.